# Tatort: Schwarze Tiger, weiße Löwen
Schwarze Tiger, weiße Löwen ist ein vom NDR produzierter Fernsehfilm aus der Krimireihe Tatort und wurde am 11. Dezember 2011 auf Das Erste erstgesendet. Es handelt sich um die 820. Folge der Fernsehreihe und um den 19. Fall der für das LKA Hannover ermittelnden Hauptkommissarin Charlotte Lindholm, gespielt von Maria Furtwängler.

## Handlung
Zu Beginn der Folge sieht man das Lichtspiel einer Lampe mit Tigern und Löwen.
Kriminalhauptkommissarin Charlotte Lindholm bringt ihren Sohn David mit dem Auto zu einem Pferdehof, wo er für fünf Tage bleiben soll. Auf dem Heimweg muss Lindholm auf einer Dorfdurchfahrt einem Hund in einer Siedlung ausweichen, wodurch sie mit dem Wagen auf einen Begrenzungsstein neben der Straße auffährt. Als neben ihr ein Mann in einem Auto hält und sie fragt, ob sie Hilfe brauche, lehnt sie dankend ab und lässt ihn wissen, dass der Abschleppdienst bereits unterwegs sei. Im Rückspiegel beobachtet die Kommissarin dann, wie etwas in dem Haus explodiert, welches der Mann gerade betreten hatte.
Als Lindholm am nächsten Morgen den Tatort erreicht, wird ihr von Sigrid Malchus, der örtlichen Kommissarin, erklärt, dass es sich bei dem Toten um einen Mann namens Werner Kästner handle und die Explosion durch zwei Propangasflaschen mit gerissenen Schläuchen und einer präparierten Glühbirne zustande gekommen sei. Im Wohnzimmer findet Lindholm auf einem Schrank die Jahrespachtabrechnung eines B. Schulz für eine Laube. Als sie im Gespräch mit Martina Kästner, der Ehefrau des Verstorbenen, danach fragt, behauptet diese, nicht zu wissen, um welche Laube es dabei ginge. Lindholm trifft sich daraufhin in der besagten Laube mit dem Verpächter, von dem sie erfährt, dass es sich bei B. Schulz und Werner Kästner um denselben Mann handelt und dass dieser die Laube bereits vor neun Jahren angepachtet habe. Außerdem erzählt er ihr, dass kurz zuvor in der Laube eingebrochen worden sei und er Anzeige gegen ein Mädchen erstattet habe, das öfter um die Laube herumgeschlichen sei. Nach näherer Untersuchung der Laube findet Lindholm mehrere Kinderzeichnungen und ein Foto von einem Mädchen. Sie vermutet daher, dass Kästner ein Doppelleben mit einer zweiten Familie geführt habe.
Nachdem Lindholm an Werner Kästners Arbeitsplatz war und dort von seinem Arbeitgeber erfahren hat, dass Kästner nur halbtags beschäftigt gewesen sei, fährt sie zu Lilli Fichte, dem Mädchen, das vom Verpächter der Laube angezeigt worden ist. Die wegen Drogenmissbrauchs vorbestrafte Lilli lebt in einer Baracke und behauptet, dass das Fenster der Laube versehentlich durch einen Stöckchenwurf beim Spielen mit ihrem Hund kaputtgegangen sei. Werner Kästner habe sie noch nie gesehen, dafür aber kürzlich seine Frau in der Nähe der Laube. Als Lindholm Martina Kästner damit konfrontiert, gibt diese zu, von der Laube gewusst zu haben, beteuert aber, dass sie nie da gewesen sei. Die Kommissarin findet beim Durchsuchen von Vermisstenanzeigen ein Foto von Miriam Schröder, die auf dem in der Laube befindlichen Foto zu sehen war. Miriam war neun Jahre alt, als sie 2003 verschwand. Daraufhin fährt Lindholm gemeinsam mit ihrer Kollegin Malchus erneut zur Laube. Dort findet sie hinter der Ofentür des Kamins einen Zwischenraum mit einer Luke, hinter der sich ein fensterloser, verliesartiger Raum befindet. In dem stinkenden Verlies finden sie ein Bett, eine Toilette, Kinderzeichnungen und eine Lampe vor. Das Lichtspiel dieser Lampe ist jenes mit Tigern und Löwen, das am Anfang der Folge zu sehen war. Kommissarin Malchus vermutet, dass ein weiterer ihrer Fälle, die Kindesentführung der sechsjährigen Emma Martens, ebenfalls etwas damit zu tun haben könnte. Emma war über eine Woche verschwunden, ist dann aber wieder bei ihren Eltern mit Fesselungsspuren an ihren Handgelenken aufgetaucht. Lindholm und Malchus machen sich auf den Weg zu den Martens, um die Fingerabdrücke von Emma mit denen im Verlies zu vergleichen. Als klar wird, dass Emma dort war, verdächtigt Lindholm die Eltern des Mädchens, Kästner ermordet zu haben. Diese behaupten allerdings, den ganzen Tag zu Hause verbracht zu haben.
Von der verschwundenen Miriam Schröder gibt es nach wie vor keine Spur. Da ein Nachbar der Martens ausgesagt hat, dass Emmas Vater zur Tatzeit mit seinem weißen Lieferwagen unterwegs gewesen sei, fahren die Kommissarinnen noch einmal zu der Familie. Lindholm unterhält sich mit Emma und blufft dann vor den Eltern. Sie behauptet, Emma hätte ihr alles erzählt, was am Tag der Tat passiert sei. Gregor Martens gibt daraufhin zu, dass er weg war. Er habe Werner Kästner allerdings nicht umgebracht und sei auch nicht mit einem weißen, sondern mit einem roten Lieferwagen unterwegs gewesen. Daraufhin legt Malchus den Bluff gegenüber den Martens offen, was anschließend zu einem Wortwechsel mit Lindholm führt.
Die Kommissarinnen erfahren, dass DNA-Spuren von Lilli Fichte im Verlies gefunden worden sind und vermuten daher nunmehr, dass Lilli Emma befreit und möglicherweise auch Kästner ermordet hat. Kurze Zeit später wird Miriam Schröders Leiche gefunden. Sie war schon vor Wochen ohne Fremdeinwirkung verstorben und in einem Sarg in einem Waldstück vergraben worden. Auf einer Kassette aus dem Verlies findet Lindholm die Aufnahme einer Kindergeschichte, die für ein paar Sekunden überspielt ist. Zu hören sind ein aggressiver Mann und ein Kind. Es ist weder die Stimme von Emma noch von Miriam. Es gibt also ein drittes Opfer. Ein Sozialarbeiter erzählt Lindholm, dass Lilli Fichte schon im Sommer 2003 mit einer Freundin nach Berlin gegangen sei. Die Kommissarinnen vermuten, dass die Freundin Christine Klar ist, die seit 1996 vermisst wird. Lilli erzählt, dass ihre Freundin Christine nach sechs Jahren im Verlies aus der Gefangenschaft bei Kästner fliehen konnte. Lilli sagt zudem, sie habe Emma befreit und erst einmal bei sich behalten, bevor sie sie zu ihren Eltern gebracht habe. Schließlich beweisen neue Ermittlungsergebnisse, dass es sich bei Lilli Fichte eigentlich um Christine Klar handelt, die den Ausweis der Freundin benutzte. Die echte Lilli war zur Tatzeit am Samstag in Amsterdam. Christine gibt zu, dass sie Werner Kästner ermordet habe.

## Hintergrund
Die Dreharbeiten zur Folge fanden in Hannover, in Buchholz in der Nordheide (Ortsteil Kakenstorf) in Lüneburg und in Winsen an der Luhe statt.
Die Folge ist angelehnt an den Fall der Österreicherin Natascha Kampusch. Im Jahr 1998 wurde die damals zehnjährige Natascha Kampusch von dem Nachrichtentechniker Wolfgang Přiklopil in Wien entführt und mehr als acht Jahre in seinem Haus gefangen gehalten.

## Rezeption

### Einschaltquoten
Die Erstausstrahlung von Schwarze Tiger, weiße Löwen am 11. Dezember 2011 wurde in Deutschland von insgesamt 9,40 Millionen Zuschauern gesehen und erreichte einen Marktanteil von 25,4 % für Das Erste; in der Gruppe der 14- bis 49-jährigen Zuschauer konnte ein Marktanteil von 18,8 % erreicht werden.

### Kritiken
„Der Fall „Schwarze Tiger, weiße Löwen“ führt die Kommissare Charlotte Lindholm und Sigrid Malchus an einen grausamen Ort: die unterirdische Folterwelt eines Mädchenentführers. Die Parallelen zum Fall Natascha Kampusch gelingen. Was die „Tatort“-Folge jedoch scheitern lässt, ist ihre Kommissarin.“

„Es hat funktioniert, den eigentlichen Krimi im Kopf laufen zu lassen, ohne den Zuschauer mit fehlender Handlung zu nerven. Es ist gelungen, die Geschichte eines Kinderschänders zu erzählen, Bissigkeit unter Kollegen und eine Liebesgeschichte einzuflechten, ohne dass die Mischung je geschmacklos geworden wäre. Schauspielerisches Highlight: Emmas Eltern, Christian Beermann und Hanna Scheibe.“